# توريخونسييو
بلدية توريخونسايلو (بالإسبانية: Torrejoncillo)‏، هي بلدية تقع في مقاطعة قصرش والتي تقع في منطقة إكستريمادورا، غرب إسبانيا.
يبلغ عدد سكانها 3.462 نسمة وفقاً لإحصائية سنة (2002).